# Kang You-seok
Kang Shin-cheol (en hangul, 강신철; 10 de junio de 1994), conocido por su nombre artístico de Kang You-seok (en hangul, 강유석), es un actor surcoreano. En la primera etapa de carrera, es conocido sobre todo por su participación en las series Payback y El caballero negro, las dos de 2023, y Si la vida te da mandarinas... y Manual para residentes, ambas de 2025.

## Vida personal
Su familia está compuesta por sus padres y tres hermanos, de los que You-seok es el mediano.
Kang Yoo-seok comenzó a soñar con convertirse en actor cuando estaba en su tercer año de secundaria, y para aprender a aactuar tuvo que viajar de ida y vuelta desde su ciudad natal de Gangneung, en la provincia de Gangwon, a Seúl. Contrariamente a las expectativas de sus padres de que renunciaría pronto a su proyecto de ser actor, Kang Yoo-seok se graduó de la escuela secundaria de artes Hanlim, y después se matriculó en el departamento de Teatro de la Universidad Nacional de Artes de Corea, aunque no completó los estudios. Tras ser dado de baja del servicio militar, decidió «trabajar duro durante dos años y ver si este es el camino para mí».
Nacido como Kang Shin-cheol, adoptó el nombre artístico de Kang You-seok.

## Carrera
A los 24 años rodó un cortometraje, Moving, que llamó la atención de la agencia Just Entertainment, y así comenzó su carrera de actor. Debutó con un pequeño papel en la serie de OCN God's Quiz. Considera a los actores Jo Jung-suk y Byun Yo-han como sus modelos.
En 2021 protagonizó una serie web de género BL, Light On Me, que muestra el primer amor entre dos compañeros de una escuela secundaria. Este fue su primer papel protagonista en absoluto, que el actor recuerda como una gran oportunidad de crecimiento. Kang no tenía prejuicios sobre este género, de cultivo creciente en algunos países asiáticos, sino más bien desconocimiento, pues no sabía de su existencia.
En 2023 obtuvo su primer papel protagonista en una canal de televisión convencional con el papel del fiscal Jang Tae-chun en Payback, de SBS. Poco después, en el mismo año, tuvo un papel destacado en la serie distópica de Netflix El caballero negro, con un personaje, el de un joven refugiado que sueña con convertirse en repartidor en un mundo destruido por el impacto de un cometa, que según el propio Kang es muy similar a él mismo a sus 20 años. Sin embargo, necesitó una gran resistencia y preparación física para las frecuentes escenas de acción, que había que rodar varias veces hasta la toma adecuada.
Los primeros meses de 2025 fueron importantes para Kang, que apareció en dos series de gran impacto de audiencia: en las partes segunda y tercera de Si la vida te da mandarinas... y, de nuevo protagonista, en la esperada Manual para residentes, serie derivada de Pasillos de hospital. Serie esta última protagonizada por uno de los actores que ha elegido como modelos, Jo Jung-suk.
En noviembre de 2024 los medios periodísticos publicaron que el actor había sido elegido para otra serie más esperada en 2025: Seocho-dong, un drama centrado en un grupo de amigos abogados que trabajan en el mismo edificio. Tendría compañeros de reparto de gran peso, como Lee Jong-suk, Moon Ga-young y Ryu Hye-young.

## Filmografía

### Cine
| Año  | Título           | Hangul        | Papel             | Notas        | Ref.   |
| ---- | ---------------- | ------------- | ----------------- | ------------ | ------ |
| 2018 | Moving           |               |                   |              |        |
| 2020 | The Interviewees | 구직자들      | Humano artificial |              | [ 9 ]  |
| 2021 | Ghost Mansion    | 괴기맨숀      | Tae-hun           | Parte 6      | [ 10 ] |
| 2021 | Distant Summer   |               | Saebyok           | Cortometraje |        |
| 2022 | The Flatterer    | 아부쟁이      | Kang Dae-chi      |              | [ 11 ] |
| —    | First Ride       | 퍼스트 라이드 |                   |              |        |

### Series de televisión
| Año  | Título                           | Papel                                 | Canal     | Notas                               | Ref.                 |
| ---- | -------------------------------- | ------------------------------------- | --------- | ----------------------------------- | -------------------- |
| 2018 | God's Quiz                       | Hombre que intenta matar a Kyeong-hee | OCN       |                                     | [ 3 ]                |
| 2018 | Hymn of Death                    | Compañero de clase de Yoon Ki-sung    | SBS       |                                     |                      |
| 2019 | Love As You Taste                | Exnovio de Hong Chu-yi                |           |                                     |                      |
| 2019 | Melting Me Softly                | Park Young-joon                       | tvN       |                                     |                      |
| 2020 | Kim, el doctor romántico         | Joon-young                            | SBS       | 2.ª temp., ep. 8                    | [ 12 ]               |
| 2020 | Mystic Pop-up Bar                | Jin-tae                               | JTBC      |                                     |                      |
| 2020 | I've Returned After One Marriage | Han Ki-young                          | KBS2      |                                     | [ 13 ]               |
| 2020 | Start-Up                         | Shin-hyeon                            | tvN       |                                     | [ 14 ]               |
| 2020 | Growing Season                   | Wi Seon-u                             | Naver TV  | Serie web                           |                      |
| 2021 | Beyond Evil                      | Im Gyu-seok                           | JTBC      | Ep. 5 y 13                          |                      |
| 2021 | Light On Me                      | Noh Shin-woo                          | Watcha    | Serie web                           | [ 15 ]               |
| 2021 | Ghost Mansion: The Original      | Estudiante Yoo                        | Olleh TV  | Versión web del filme Ghost Mansion |                      |
| 2021 | Best Mistake                     | No Sin-u                              |           | 3.ª temporada                       |                      |
| 2022 | I Have Not Done My Best Yet      | Kang Du-seok                          | tvN/TVING |                                     |                      |
| 2023 | Payback                          | Jang Tae-chun                         | SBS       | Protagonista                        | [ 16 ] [ 17 ]        |
| 2023 | El caballero negro               | Sa-wol                                | Netflix   | Serie web, protagonista             | [ 18 ] [ 19 ]        |
| 2025 | Si la vida te da mandarinas...   | Yang Eun-myeong                       | Netflix   | Serie web                           | [ 20 ] [ 21 ] [ 22 ] |
| 2025 | Manual para residentes           | Um Jae-il                             | tvN       |                                     | [ 23 ] [ 24 ] [ 25 ] |
| 2025 | Law and the City                 | Jo Chang-won                          | tvN       |                                     | [ 3 ] [ 26 ] [ 27 ]  |
| —    | The Mentalist                    | Kang Yeon-woo                         | HBO Max   | Serie web, rodada en 2021           | [ 28 ]               |

## Premios y nominaciones
| Año  | Premios   | Categoría              | Papel   | Resultado | Ref.   |
| ---- | --------- | ---------------------- | ------- | --------- | ------ |
| 2023 | SBS Drama | Mejor actor revelación | Payback | Ganador   | [ 29 ] |